# کسکید (نیوهمپشایر)
کسکید (به انگلیسی: Cascade) یک منطقهٔ مسکونی در ایالات متحده آمریکا است که در شهرستان کوآس، نیوهمپشایر واقع شده‌است. کسکید ۳۱۹٫۱۳ متر بالاتر از سطح دریا واقع شده‌است.